# إليزابيث سلايدن
إليزابيث سلايدن (بالإنجليزية: Elisabeth Sladen) (و. 1946 – 2011 م) هي ممثلة، وممثلة مسرحية، وممثلة أفلام من المملكة المتحدة . ولدت في ليفربول.
توفيت عن عمر يناهز 65 عاماً.

## روابط خارجية
- إليزابيث سلايدن على موقع IMDb (الإنجليزية)
- إليزابيث سلايدن على موقع ميتاكريتيك (الإنجليزية)
- إليزابيث سلايدن على موقع روتن توميتوز (الإنجليزية)
- إليزابيث سلايدن على موقع ألو سيني (الفرنسية)
- إليزابيث سلايدن على موقع ميوزك برينز (الإنجليزية)
- إليزابيث سلايدن على موقع تيرنر كلاسيك موفيز (الإنجليزية)
- إليزابيث سلايدن على موقع أول موفي (الإنجليزية)
- إليزابيث سلايدن على موقع قاعدة بيانات الأفلام السويدية (السويدية)
- إليزابيث سلايدن على موقع إن إن دي بي (الإنجليزية)
- إليزابيث سلايدن على موقع ديسكوغز (الإنجليزية)